# Мудин, Иштван
Иштван Мудин (венг. István Mudin; 16 октября 1881 — 22 июля 1918) — венгерский спортсмен, легкоатлет. Призер летних Олимпийских игр 1906 года в Афинах. Знаменосец сборной Венгрии на Олимпийских играх 1908 года в Лондоне.

## Биография
На Внеочередных летних Олимпийских игр 1906 года выиграл бронзовую медаль в метании диска греческим стилем и серебро в пентатлоне. На олимпиаде 1908 года в Лондоне участвовал в соревнованиях по толканию ядра, метанию диска, метанию молота, метанию копья вольным стилем. Лучшей результат (7 место) показал в метании диска.
Погиб в 1918 году на фронте Первой мировой войны. Его брат Имре Мудин — спортсмен, участник Олимпийских игр 1908 года.